# Jiljí z Ratiboře
Jiljí z Ratiboře byl český františkán činný na počátku 16. století. Jiljí byl někdy před rokem 1505 v Bechyni písařem iluminovaného rukopisu česky psané legendy o sv. Františku vzniklého podobně jako skupina dalších kodexů za finanční podpory fundátora bechyňského konventu Ladislava ze Šternberka, pro něhož byl kodex také určen. Rukopis obsahuje český překlad Legendy maior sv. Bonaventury, mezi jehož dvě části jsou vloženy výtahy z textů Bartoloměje z Pisy (1262–1347?) o prvopočátcích fungování Menších bratří. Václav Mostecký nalezl v textu legendy prvky jihočeského nářečí a hypoteticky vyslovuje jako jejího překladatele lidového misionáře a autora latinsko-českého slovníku Jana Bosáka Vodňanského, který mohl ve 20. letech pobývat v Bechyni a pracovat společně s Jiljím z Ratiboře. Jiljímu bývá, avšak nepodloženě, připisována také renesanční výzdoba rukopisu spočívající v 31 iniciálách a 72 figurálních miniaturách s františkánskou symbolikou i vazbou na Ladislava ze Šternberka. Neznámým způsobem se Legenda dostala do rukou profesora vídeňské univerzity Vincenze Weintridta, který ji v květnu 1819 daroval sběrateli českých památek hraběti Eugenu Czerninovi a od té doby se nachází v jindřichohradeckém zámku.
V letech 1505–1521 Jiljí působil jako kazatel v plzeňském klášteře. Zde byl v roce 1505 písařem kodexu evangelií a epištol, jehož psací materiál a výzdobu opět hradil Ladislav ze Šternberka. Jiljí z Ratiboře zanechal na rukopise své osobité stopy, když v evangeliáři mimo jiné světce uvedl také patronku rodného Slezska svatou Hedviku a svého ochránce svatého Jiljí. Výzdoba kodexu spočívá v miniaturách obvyklých evangelijních témat a s postavami světců, mj. opakovaně Františka z Assisi, Kláry, Jiljího, Václava a v různých ozdobách na nepopsaných okrajích listů. Za autora iluminací bývá rovněž považován sám Jiljí, ale bez přímých důkazů.
Stejně jako první známé dílo Jiljího z Ratiboře (Legenda maior), nebyl ani tento kodex evangelií a epištol psán pro klášter, ale pro Ladislava ze Šternberka, „zvláštního dobrodince bratří,“ jak je výslovně zmíněno v jeho explicitu. Fr. Palacký jej údajně uvádí v hraběcí Waldsteinské knihovně na zámku v Duchově, K. Chytil jej v roce 1896 nalezl v „Fidgorově sbírce“, patrně v Rakousku, dnes je rukopis nezvěstný.